# Neodiaphlebus dohrni
Neodiaphlebus dohrni is een rechtvleugelig insect uit de familie sabelsprinkhanen (Tettigoniidae). De wetenschappelijke naam van deze soort is voor het eerst geldig gepubliceerd in 1934 door Kästner.